# Maintenance systématique
 (août 2023).

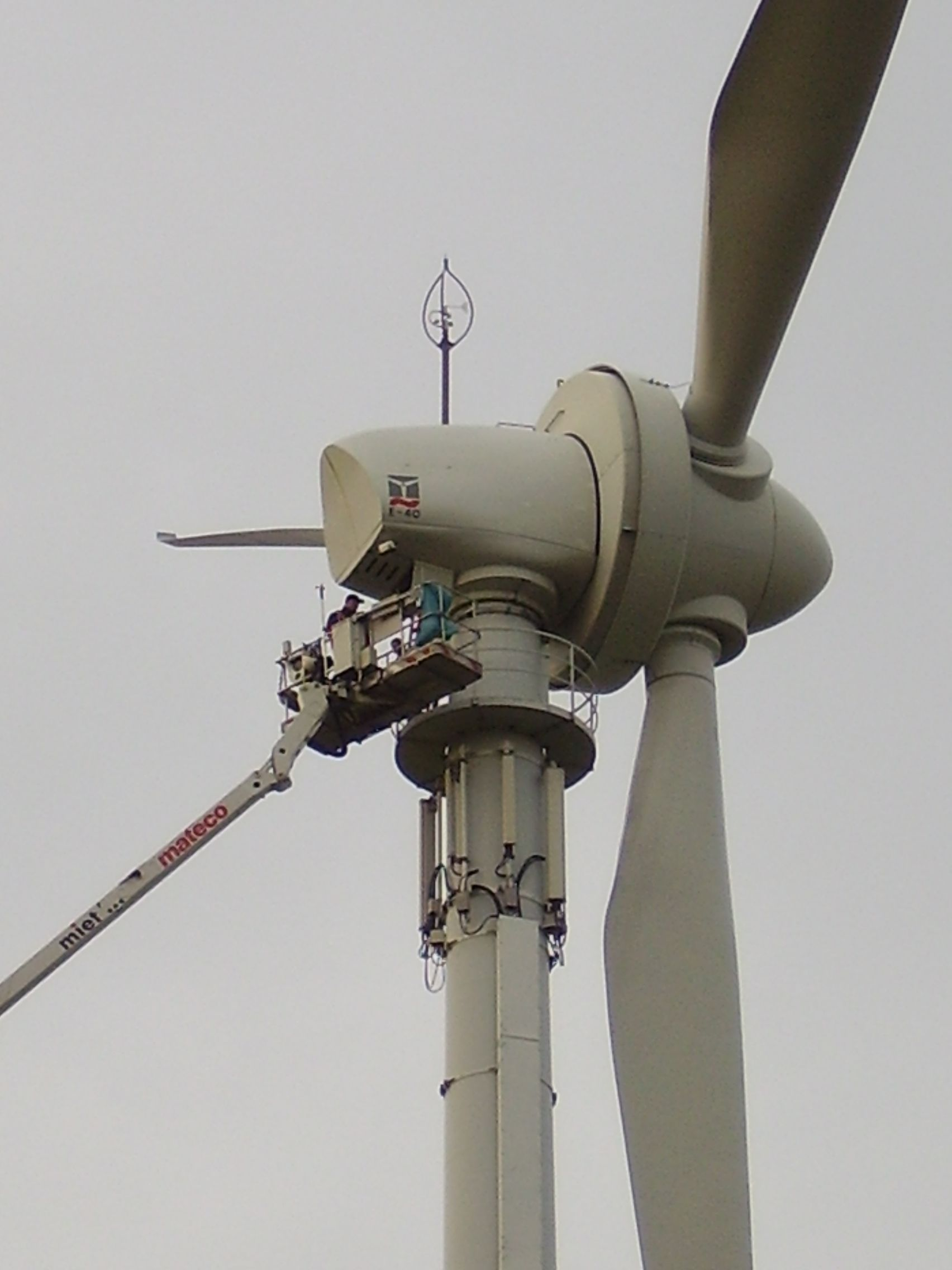
Travaux de maintenance sur une éolienne.

La maintenance systématique (en anglais scheduled maintenance) est, avec la maintenance conditionnelle et la maintenance prévisionnelle, un des trois sous-types de la maintenance préventive. Elle désigne des opérations effectuées systématiquement, soit selon un calendrier (à périodicité temporelle fixe), soit selon une périodicité d'usage (nombre d'heures de fonctionnement, nombre d'unités produites, nombre de mouvements effectués, etc.). Aucune intervention n’a lieu avant l’échéance déterminée à l'avance.

## Définition selon la norme européenne
« Maintenance préventive exécutée à des intervalles de temps préétablis ou selon un nombre défini d'unités d'usage mais sans contrôle préalable de l'état du bien » (extrait norme NF EN 13306 X 60-319).

## Domaine d'application
Ce type de maintenance s'adresse de préférence à des équipements
- dont la défaillance menacerait la sécurité des biens et des personnes,
- dont la défaillance entraînerait des coûts élevés,
- dont l'arrêt ou le redémarrage est long,
- qui sont soumis à des obligations réglementaires[1].

## Mise en œuvre
La mise en œuvre d'une maintenance systématique suppose
- une étude préalable pour en déterminer le coût,
- le choix d'une fréquence fixe d'intervention en fonction du temps moyen de bon fonctionnement,
- une planification des tâches à exécuter et des mesures de sécurité à prendre,
- une préparation des documents nécessaires,
- la rédaction de rapports de visite,
- l'exploitation des résultats pour dresser l'historique des interventions et réajuster la fréquence d'intervention[2].

## Avantages
La maintenance systématique a plusieurs avantages :
- elle est facile à gérer, les périodes d'intervention étant fixes,
- elle permet d'éviter les détériorations graves,
- elle diminue les risques d'avarie imprévue[2].

## Inconvénient
L'inconvénient d'une telle stratégie est qu'elle repose sur l'hypothèse d'un temps moyen de bon fonctionnement constant, ce qui implique un taux de défaillances constant, alors qu'en réalité un équipement vieillit (phénomènes d'usure), ce qui se traduit par une diminution du temps moyen de bon fonctionnement.